# Prolycosides
Prolycosides is een geslacht van spinnen uit de familie wolfspinnen (Lycosidae).

## Soorten
De volgende soorten zijn bij het geslacht ingedeeld:
- Prolycosides amblygyna (Mello-Leitão, 1942)